# Fordyces angiokeratomer
Fordyces angiokeratomer (også kendt som Skrotale angiokeratomer, Fordyces sygdom eller Fordyces prikker) er små, smertefri, hævede, blege eller hvide prikker eller bump med en diameter på 1-3 mm som kan fremkomme på penis' skaft eller på skamlæberne såvel som på ansigtets læbers indre overflade. De ses ofte hos mænd og kvinder i alle aldre, men forekommer dog mest hos ældre mænd. De er opkaldt efter den amerikanske dermatolog John Addison Fordyce.
Fordyces angiokeratomer er ikke kendt som værende forbundet med nogen sygdom, og bør kun behandles hvis af kosmetiske årsager. De er ikke-inficerende og en naturlig del af kroppen. Mænd konsulterer somme tider dermatologer fordi de er bange for at de kan have fået en kønssygdom (specielt kønsvorter) eller en form for kræft, selvom dette ikke er tilfældet. De kan også være bekymrede for deres penis' udseende og hvad deres seksuelle partner vil synes om det.

## Fodnoter
1. ↑  James, William; Berger, Timothy; Elston, Dirk (2005). Andrews' Diseases of the Skin: Clinical Dermatology. (10th ed.). Saunders. ISBN 0-7216-2921-0.
2. ↑  "Mandlige genitalier" (PDF). FADL's forlag. s. s. 25. Arkiveret (PDF) fra originalen 9. juni 2007. Hentet 2009-01-08. Skrotale angiokeratomer (Fordyces angiokeratomer) er multiple, millimeterstore, vaskulære papler, der forekommer i huden på scrotum hos ældre mænd.
3. ↑  WhoNamedIt.com: Fordyce's disease Arkiveret 12. januar 2012 hos  Wayback Machine
4. ↑  Palo Alto Medical Foundation Arkiveret 2. januar 2012 hos  Wayback Machine Bettina McAdoo , M.D. Hentet 24. juni 2006.
5. ↑  Spots on the penis. Arkiveret 20. december 2008 hos  Wayback Machine Dr John Dean. Hentet 24. juni 2006.